# Dolichopeza parvella
Dolichopeza parvella är en tvåvingeart som beskrevs av Alexander 1931. Dolichopeza parvella ingår i släktet Dolichopeza och familjen storharkrankar. Inga underarter finns listade i Catalogue of Life.